# Коминтерн (Моргаушский район)
Коминте́рн (чув. Коминтерн выççăлки) — выселок в Моргаушском районе Чувашской Республики. Входит в состав Юнгинского сельского поселения.

## География
Находится в северо-западной части Чувашии, на расстоянии приблизительно 10 км на север-северо-запад по прямой от районного центра села Моргауши.

## История
Известен с конца 1920-х годов. В 1939 году было учтено 45 жителей, в 1979 — 43. В 2002 году было 12 дворов, в 2010 — 9 домохозяйств. В 2010 году действовало ООО «ВаСин».

## Население
Постоянное население составляло 17 человек (чуваши 94 %) в 2002 году, 16 — в 2010.